# Albert Edward Baharagate
Albert Edward Baharagate Akiiki (* 25. Februar 1930 in Masindi; † 5. April 2023 in Kampala) war ein ugandischer Geistlicher und römisch-katholischer Bischof von Hoima.

## Leben
Albert Edward Baharagate empfing am 7. Dezember 1958 das Sakrament der Priesterweihe.
Papst Paul VI. ernannte ihn am 7. Juli 1969 zum Bischof von Hoima und spendete ihm am 1. August desselben Jahres die Bischofsweihe; Mitkonsekratoren waren Kurienerzbischof Sergio Pignedoli und Emmanuel Kiwanuka Nsubuga, Erzbischof von Kampala.
Am 9. März 1991 nahm Papst Johannes Paul II. sein Rücktrittsgesuch an.